# FKテクスティラツ・デルヴェンタ
FKテクスティラツ・デルヴェンタ（FK Tekstilac Derventa）は、ボスニア・ヘルツェゴビナのスルプスカ共和国デルヴェンタをホームタウンとするサッカークラブである。

## 歴史
1919年にデルヴェンタでデチュコ (Dečko) として創設され、第二次世界大戦後にFKテクスティラツ (FK Tekstilac) に改称された。
2013-14シーズンにドルガ・リーガRS・西地域で優勝してプルヴァ・リーガRSに昇格した。同シーズンはクプ・レプブリケ・スルプスケでドルガ・リーガRSのチームとして唯一、準決勝に進出し、2段階上のプレミイェル・リーガ所属のルダル・プリイェドルと対戦した。
2014-15シーズンにプルヴァ・リーガRSでデビューを果たし、4位のコザラ・グラディシュカと同勝ち点の5位の成績を残した。2015-16シーズンはFKクルパ、ムラドスト・ヴェリカ・オバルスカに次ぐ3位になり、2016-17シーズンは6位、2017-18シーズンは5位であった。

## 獲得タイトル
- ドルガ・リーガRS：1回
  - 2013-14